# Костенко Василь Семенович
Василь Семенович Костенко (26 квітня 1912, село Дернівка, тепер Баришівського району Київської області — 22 квітня 2001, місто Київ) — український комсомольський і партійний діяч, 1-й секретар ЦК ЛКСМУ. Кандидат історичних наук. Депутат Верховної Ради СРСР 2-го скликання. Депутат Верховної Ради УРСР 2—3 скликань.

## Біографія
Народився 26 квітня 1912 року в селі Дернівка Переяславського повіту Полтавської губернії, тепер Баришівського району Київської області у родині селянина-бідняка. Закінчив Дернівську чотирикласну та Баришівську міську семирічну школи. Працював у сільському господарстві батьків.
У 1929 році вступив до комсомолу. У 1930—1931 роках — старший піонервожатий Баришівської семирічної школи. У 1931—1934 роках — завідувач відділу піонерів, завідувач організаційно-інструкторського відділу Баришівського районного комітету ЛКСМУ Київської області.
У 1934—1935 роках — служив у Червоній армії в авіаційній бригаді (Київ, Красноярськ).
У 1935—1937 роках — навчання у Всеукраїнській комуністичній сільськогосподарській школі (Київ).
З січня 1937 року працював завідувачем відділу політичного навчання Новоград-Волинського міського комітету ЛКСМУ, Новоград-Волинського окружного комітету ЛКСМУ.
Член ВКП(б) з 1937 року.
У 1937—1940 роках — в апараті ЦК ЛКСМУ: завідувач сектору культурно-масової роботи серед селянської молоді, заступник завідувача відділу кадрів ЦК ЛКСМУ.
З червня 1940 року — в апараті ЦК КП(б) України: інструктор відділу кадрів, інструктор сектору працівників культури, заступник завідувача відділу кадрів ЦК КП(б)У.
З червня 1941 року працював у редакції фронтової газети «За Радянську Україну». Був у складі оперативної групи Військової ради Південно-Західного фронту, організовував радянський підпільний та партизанський рух в Україні. У ЦК КП(б)У очолив ділянку відбору і розстановки кадрів керівних партійних працівників обласних, міських і районних підпільних комітетів КП(б)У.
У липні 1943 — 10 жовтня 1947 року — перший секретар ЦК ЛКСМ України.
У 1945 році був обраний членом Ради Всесвітньої федерації демократичної молоді. З 1946 по 1950 — депутат Верховної Ради СРСР другого скликання.
У 1947—1950 роках навчався у Вищій партійній школі при ЦК ВКП(б).
У червні 1950 — січні 1952 року — 1-й секретар Львівського міського комітету КП(б)У.
З серпня 1952 року — викладач Полтавського педагогічного інституту імені Короленка. У 1953 році працював в.о. завідувача відділу кінофікації Полтавського обласного Управління культури. У 1956 році захистив дисертацію на здобуття наукового ступеня кандидата історичних наук.
У 1958—1967 роках — завідувач редакції історії партії, філософії та права Української радянської енциклопедії.
У лютому 1967 — листопаді 1972 року — 1-й заступник голови Державного Комітету з преси при Раді міністрів Української РСР.
З листопада 1972 року — на пенсії. Впродовж шести років працював науковим співробітником Інституту історії партії при ЦК Компартії України.
Помер 22 квітня 2001 року в Києві. Похований на Байковому цвинтарі.
В. Костенко автор художньо-публіцистичних повістей «Наші весни» (1966), «Юність полум'яних літ» (1969), «Засів і сходи» (1983) та книги спогадів «Зірки мого неба» (1998). Усі ці твори виходили окремими виданнями за життя автора, а також увійшли до посмертного зібрання творів, упорядкованого його дочкою.

## Родина
- Дружина Марія Феофанівна Костенко (1914—2008).
- Доньки
  - Олександра
  - Наталія (літературознавець, професор Київського національного університету ім. Тараса Шевченка).
- Син Костенко Юрій Васильович, Надзвичайний і Повноважний Посол України.

## Нагороди
Нагороджений орденами Червоного Прапора (2.05.1945), Червоної Зірки, Трудового Червоного Прапора, медалями. Заслужений працівник культури Української РСР (2.06.1972).